# Cyatheales
Cyatheales, red pravih paprati koji dobiva ime po rodu cijate (Cyathea) i porodici (Cyatheaceae), tropskim vazdazelenim drvenastim papratima iz Južne Amerike.
Red se sastoji od osam porodica sa 773 vrsta.

## Opis
Drvećaste paprati su relativno primitivnih paprati u redu Cyatheales, većinu karakteriziraju uzdižuće stabljike poput debla i stabla poput drveća. Drvene paprati uočljive su biljke vlažnih tropskih šuma diljem svijeta. Vrste koje se nalaze na nižim nadmorskim visinama često su rasprostranjeni kolonizatori poremećenih ili sukcesivnih staništa. Velik broj vrsta ograničen je na vrlo male raspone na otocima ili na višim nadmorskim visinama, često u zrelijim šumama na izoliranim vrhovima tropskih planina.
Drvene paprati prvenstveno su članovi obitelji Cyatheaceae (pet rodova) i Dicksoniaceae (tri roda) u odjelu Polypodiophyta. Hipoteze o klasifikaciji drvećastih paprati razvile su se kako su otkrivene nove vrste i nove informacije o odnosima između rodova. Uz dvije gore navedene glavne porodice, drvene paprati uključuju nekoliko malih perifernih srodnika: Metaxyaceae, Cibotiaceae, Loxsomataceae, Culcitaceae, Plagiogyriaceae i Thyrsopteridaceae. Najočitija morfološka razlika između dvije veće obitelji je u njihovim listovima. Umjesto ljuskica, listovi dicksoniaceae prekriveni su raznim vrstama dlačica, koje su posebno uočljive na peteljkama. Nasuprot tome, Cyatheaceae ima ljuske (a često i oštre bodlje), posebno na peteljkama, iako dlake mogu biti prisutne i na lišću.
Umjesto kore i drva koji karakteriziraju debla sjemenskih biljaka, debla drvećastih paprati sastavljena su od rizoma modificiranih da rastu okomito i uklopljenih u gusti omotač sporednog korijenja. Ova debla kod nekih vrsta mogu doseći visinu od 25 metara (80 stopa) ili više. Vrh koji raste stvara skupinu često vrlo razdijeljenih listova koji mogu doseći nekoliko metara duljine. Sorusi često imaju membranski zaštitni omotač (induzij), koji može imati različite oblike, uključujući oblik kišobrana, bubrežast i loptast. Spore su okruglaste i trostruke.
Brojne drvene paprati postale su prilično rijetke zbog pretjeranog sakupljanja od strane ljudi. Korijenov omotač na deblu bio je komercijalni izvor "kore orhideje", vlaknastog supstrata koji ne truli za uzgoj orhideja i drugih epifitnih biljaka. Debla su izrezbarena u tiki kipove i druge zanatske predmete koji se obično prodaju turistima u tropskim odmaralištima. Poprečni presjeci debla također daju prekrasan uzorak svijetlih i tamnih tkiva koji potječu iz krvožilnog sustava stabljike i tragova lista. Oni su korišteni za izradu raznih ručno izrađenih predmeta, uključujući tanjure. Konačno, iz divljine su prikupljene brojne vrste za uzgoj u staklenicima i zimskim vrtovima. Vlade su odgovorile na ove prijetnje očuvanju stavljanjem većine drvećastih paprati na popis prema Konvenciji o međunarodnoj trgovini ugroženim vrstama divlje faune i flore (CITES), koja zabranjuje međunarodnu trgovinu koja uključuje ove biljke bez posebne dozvole.
Drvene paprati imaju dugačak fosilni zapis koji seže do razdoblja trijasa (prije 251 do 199,6 milijuna godina). Čini se da su pripadnici Cyatheaceae i Dicksoniaceae bili raznoliki i relativno česti tijekom razdoblja jure (prije 199,6 do 145,5 milijuna godina) i razdoblja krede (prije 145,5 do 65,5 milijuna godina). Međutim, moderni rodovi postaju vidljivi tek tijekom ranog kenozoika (prije 65,5 do 2,6 milijuna godina). Stoga je drvenasta paprat očito bila pogođena masovnim izumiranjem zabilježenim u gotovo svim skupinama organizama na kraju razdoblja krede, što je otvorilo ekološke niše za još jedno razdoblje diverzifikacije.

## Porodice
1. Cibotiaceae Korall, 2006, (10 spp.); cibotijum
2. Culcitaceae Pic. Serm., 1970, (2 spp.); kulcita
3. Cyatheaceae Kaulf., 1827, (701 spp.); cijate
4. Dicksoniaceae M.R. Schomb., 1848/49 (39 spp.); diksonijevke
5. Loxsomataceae C. Presl, 1847, (2 spp.)
6. Metaxyaceae Pic. Serm., 1970, (6 spp.)
7. Plagiogyriaceae Bower, 1926,  (12 spp.)
8. Thyrsopteridaceae C. Presl, 1847,  (1 sp.)